# Георгиос Льоляс
Георгиос Льоляс (на гръцки: Γεώργιος Λιόλιας) е гръцки революционер, деец на гръцката въоръжена пропаганда в Македония от началото на XX век.

## Биография
Георгиос Льоляс е роден в Долно Върбени, тогава в Османската империя. Сформира собствена чета от местни гъркомани и се сражава с чети на ВМОРО в района на Корещата и Леринското поле между 1903 и 1912 година. Подпомага дейността на Георгиос Цондос.